# 2019 у Харкові
Стаття присвячена головним подіям у Харкові у 2019 році.

## Події

### Січень
- 11 січня — Львівський окружний адміністративний суд виніс рішення за позовом Святослава Літинського щодо визнання бездіяльності Харківською міською радою та зобов'язав повторно розглянути питання про скасування рішення міської ради щодо визнання російської мови як регіональної[1].
- Також у ніч на 12 січня через снігопади обвалилася частина покрівлі на ринку «Барабашово»[2]
- 12-13 січня — відбувався щорічний Всеукраїнський фестиваль вертепів «Вертеп-фест», у якому взяли участь 100 колективів та близько 1500 учасників, а учасники з 30 міст України та 9 міст за кордоном взяли участь у одночасному виконанні колядки «Нова радість стала»[3][4][5][6] та спостерігали за виступами близько 15 тис. осіб[7].
- 12 січня здійснено напад на заступника генерального директора АТ «Харківобленерго» Дмитра Ісаєва, під час якому нанесли йому кілька ножових поранено. Після операції стан потерпілого був важким[8][9].
- 12 січня — відбувся пікет супермаркету «Рост», де 15 грудня було травмовано автоматичними дверима жінку похилого віку, через що вона отримала перелом шийки стегна[10][11][12].
- 13 січня — за підсумками етапу кубку Європи з сумо харків'яни завоювали 5 золотих, 3 срібні та 7 бронзових медалей[13].
- 16 січня — у Харкові стріляли в офіцера поліції, в результаті чого він зазнав поранення. Нападники були в балаклавах та зникли на автомобілі з місця пригоди.[14]

- 16—17 січня — шаховий турнір «Матч двох столиць», у якому взяли участь провідні шахісти з Харкова та Києва[15].

## Лютий
- 22 січня — вночі троє невідомих підірвали 2 банкомати на проспекті Перемоги та вулиці Врубеля і забрали з них касети з грошима[16].

## Померли
- 23 січня — Людмила Цуркан (нар. 1937), співачка (сопрано), вокальний педагог, заслужений діяч мистецтв України, професор Харківського національного університету мистецтв імені І. П. Котляревського[17]
- 7 березня — Микола Криволапов (49 років), журналіст[18][19]
- 25 березня — Валерій Дудко (на 67 році життя), політолог, після тривалої хвороби.[20]
- 30 квітня — Володимир Нікітін, політолог, кандидат історичних наук, професор Харківського регіонального інституту державного управління Національної академії державного управління при Президентові України[21]
- 2 травня — Юрій Шрамко (нар. 1930), радянський державний діяч, співробітник органів КДБ, Депутат Верховної Ради УРСР 11-го скликання, голова правління банку «Реал Банк» (1994—2011), віце-президент банку «Грант» (2012—2019), Почесний громадянин міста Харкова (2010), Почесний громадянин Харківської області (2012).[22][23]